# Мамия I Гуриели
Ма́мия I Гурие́ли (груз. მამია I გურიელი; ум. 1534) — владетельный князь из дома Гуриели; 2-й мтавар Гурии с 1512 по 1534 год. В 1520 году стал участником военного конфликта между грузинскими царствами Картли и Кахети. Принудил картлийского царя Давида X к заключению мирного договора с кахетинским царём Леваном, своим будущим зятем. В походе против джиков в область Джикети, предпринятом им в 1533 году совместно с мегрельским князем Мамией III Дадиани, потерпел поражение, попал в плен, откуда был выкуплен, вернулся в Гурию и вскоре умер.

## Биография

### Происхождение
Время и место рождения Мамии I неизвестно, как и имя его матери. Он был сыном Георгия I Гуриели, первого мтавари Гурии — суверенного княжества у черноморского побережья на западе Грузии, которое образовалось после распада грузинского царства в 1491 году. Мамия I считался вассалом имеретинского царя Баграта III, от которого получил формальное разрешение на правление. В современной историографии ему иногда присваивается порядковый номер III так, как он является третьим носителем имени Мамия в доме Гуриели; первыми были гурийские эриставы — сын гурийского эристава Кахабера I Гуриели и сын мингрельского эристава Липарита I Дадиани.

### Походы в Картли и Джикети
В 1520 году Мамия I договорился о династическом браке одной из своих дочерей с кахетинским царём Леваном, который обратился к нему с просьбой помочь ему в защите своего царства от посягательств со стороны картлийского царя Давида X. Договорившись с атабегом Самцхе о свободном проходе со своей армией по его территории, Мамия I перешёл через Месхетский хребет, вторгся в Картлийское царство и в сражении при Мокхиси одержал победу над Давидом X. Последний отступил в свою столицу Тбилиси и стал готовиться к контрнаступлению, когда к нему прибыл посланник от Мамии I с предложением о начале мирных переговоров. Посланнику удалось убедить Давида X встретиться с Мамией I и Леваном в Мухрани. После заключения мирного договора между Картли и Кахети, Мамия I отправил свою старшую дочь, княжну Тинатин, в качестве жены к кахетинскому царю.
В 1533 году Мамия I, вместе с Мамией III Дадиани, князем Мегрелии, отправился в поход против джиков в области Джикети, чтобы положить конец их частым набегам на черноморское побережье Гурийского и Мегрельского княжеств. Объединённый военно-морской флот высадил мегрельские и гурийские войска в Джикети 30 января 1533 года. Первое сражение с яростно оборонявшимися джиками было выиграно грузинами. Но на следующий день после боя большая часть мегрельской армии дезертировала, поддавшись подстрекательству со стороны главы абхазского ополчения, князя Цандии Инал-Ипа. Оставшееся грузинское войско было разгромлено джиками. Мамия I попал в плен, а его сын Георгий Гуриели и мегрельский князь Мамия III Дадиани были убиты. Позднее имеретинский и абхазский католикос Малахия I из рода Абашидзе, пришёл к джикам и выкупил у них пленных и тела убитых. Мамия I умер вскоре после возвращения из плена в 1534 году. Ему наследовал старший сын Ростом Гуриели, который стал новым мтаваром Гурии.

### Брак и потомство
Мамия I Гуриели был женат на княжне Кетеван. Неизвестно к какому княжескому или царскому роду принадлежала его супруга. Она упоминается в двух церковных документах XVI века. В их семье было два сына и по крайней мере одна дочь:
- Ростом Гуриели (ум. 1566), 3-й мтавар Гурии с 1534 по 1556 год;
- Георгий Гуриели (ум. 1533), убит во время похода против джиков в Джикети;
- Тинатин Гуриели (ум. 1591), первая супруга кахетинского царя Левана;
- неизвестная по имени дочь (ум. 1585), вероятно первая супруга имеретинского царя Георгия II[2].